# Andrzej Dworakowski
Andrzej Kazimierz Dworakowski (ur. 17 października 1954 w Lidzbarku Warmińskim) – polski grafik, rysownik i malarz, doktor habilitowany, profesor nadzwyczajny Wydziału Architektury Politechniki Białostockiej. Zajmuje się grafiką warsztatową, rysunkiem, malarstwem, sztuką akcji oraz scenografią i aranżacją wystaw muzealnych.

## Życiorys
Ukończył studia w Akademii Sztuk Pięknych w Warszawie (dyplom z wyróżnieniem w Pracowni Grafiki Warsztatowej pod kierunkiem prof. Andrzeja Rudzińskiego, aneks z malarstwa pod kierunkiem prof. Teresy Pągowskiej). W 1976 wszedł w skład grupy Warsztat (Marek Jaromski, Andrzej Kalina, Andrzej Dworakowski). W 1987 został nauczycielem akademickim w Katedrze Rysunku, Malarstwa i Rzeźby na Wydziale Architektury Politechniki Białostockiej. Był grafikiem Białostockiego Teatru Lalek. Otrzymał stopień doktora, a następnie stopień doktora habilitowanego. Został profesorem nadzwyczajnym Politechniki Białostockiej, kierownikiem Katedry Sztuki na Wydziale Architektury.
W 2009 otrzymał Nagrodę Artystyczną Prezydenta Miasta Białegostoku za całokształt dokonań twórczych.
Jego twórczość obejmuje grafikę, rysunek, malarstwo oraz scenografię. Uczestnik wielu wystaw krajowych i międzynarodowych (m.in. w Jugosławii, Wielkiej Brytanii, Turcji, Niemczech, Holandii).